# Percorso ebraico di Pitigliano
Il percorso ebraico: museo ebraico, sinagoga e ghetto è un percorso didattico che si snoda nei luoghi che documentano la storica presenza di una comunità ebraica nel borgo di Pitigliano (GR).

## Storia
La presenza di una comunità ebraica a Pitigliano è attestata a partire dal XVI secolo, quando gli Orsini accolsero nella propria contea alcune famiglie ebree cacciate dallo Stato Pontificio nel 1569. A Pitigliano viveva già il medico ebreo David de Pomis, al servizio del conte Niccolò IV Orsini, e grazie al suo interessamento già nel 1576 si contavano nel paese sei famiglie ebraiche, che aumentarono di numero quando arrivarono anche comunità espulse da Firenze e poi dalla Tuscia viterbese nel 1649, dopo la distruzione di Castro – dove vivevano molti ebrei – da parte delle truppe di papa Innocenzo X. Nonostante i malumori da parte delle autorità ecclesiastiche e da parte della popolazione locale, gli Orsini di Pitigliano compresero che gli ebrei, detentori di grandi ricchezze, potevano supplire alla continua carenza di denaro della contea e mai si opposero al continuo aumentare della comunità. Fu aperto un Banco di prestiti su pegno e gli ebrei iniziarono a finanziare gli Orsini. Nel 1598 è già documentata la presenza di una sinagoga. Nel 1608, alla caduta degli Orsini e l'avvento dei Medici, il Banco venne però chiuso e gli ebrei segregati nel ghetto, istituito nel 1622. Solo con il granducato dei Lorena la comunità poté ritrovare la libertà e la sinagoga fu anche visitata dai granduchi Pietro Leopoldo (1773), Ferdinando III (1823) e Leopoldo II (1829). Tra il 1850 e il 1860 vivevano a Pitigliano circa quattrocento ebrei, tanto che il paese iniziò a meritarsi l'appellativo di "piccola Gerusalemme", ma dopo l'unità d'Italia molti emigrarono verso Livorno, Roma o Firenze. Durante le persecuzioni della seconda guerra mondiale, molti ebrei si salvarono nascondendosi nelle campagne o nelle case delle famiglie cattoliche, mentre altri furono deportati. Nel dopoguerra la comunità era ormai ridotta a poche unità: nel 1959 venne celebrato l'ultimo Yom Kippur e la sinagoga, scossa dai bombardamenti subiti dal paese nel 1944, crollò negli anni sessanta. Grazie alla famiglia Servi, ultima famiglia ebrea di Pitigliano, alla fine del XX secolo fu istituita l'associazione La Piccola Gerusalemme e nel 1993 la sinagoga venne restaurata. 
Nell'aprile del 2003 è aperto così il percorso ebraico, un percorso didattico che permette di visitare la sinagoga, il ghetto e il museo ebraico, pregevolmente restaurati e visitati ogni anno da numerosi ebrei o anche semplici turisti. È inserito nella rete museale provinciale Musei di Maremma.

## Percorso
La visita al quartiere-museo del ghetto ebraico permette di vedere tutti quegli ambienti scavati nel tufo che gli ebrei avevano realizzato per ricreare i propri luoghi sacri: vi è il Mikveh, adibito a spazio della Tevilah, il bagno rituale; la cantina Kasher, locale per la produzione del vino, chiamato dai pitiglianesi "vino cotto" perché pastorizzato ad elevate temperature; lo spazio per la macellazione degli animali secondo la tradizione della Torah; il forno delle azzime, utilizzato l'ultima volta per la Pasqua del 1939; la tintoria, dove gli ebrei tingevano le stoffe e le commerciavano. In un negozio di prodotti tipici è possibile acquistare lo sfratto, dolce ebraico tipico di Pitigliano.
Il museo ebraico espone alcuni oggetti del culto ebraico, come abiti da cerimonia, fotografie di strumenti per la circoncisione, piatti per la Pasqua e candelabri ed altri oggetti per il sabato. È esposta anche una copia dell'arazzo che copriva l'armadio della Torah: l'originale, tessuto con fili di seta d'argento e d'oro da quattro ragazze ebree di Pitigliano, è oggi esposto al museo ebraico di New York. Dal museo si raggiunge poi la sinagoga, costruita nel 1598 e in parte crollata negli anni sessanta del XX secolo, restaurata tra il 1993 e il 1995 grazie al Comune di Pitigliano.